# Північний військовий округ
Півні́чний військо́вий о́круг (ПвнВО) — одиниця військово-адміністративного поділу в СРСР, один з військових округів, що існував у період з 1951 по 1960.

## Історія
Північний військовий округ утворений 29 червня 1951 року шляхом перейменування Біломорського військового округу. Включав території Карело-Фінської (з 1956 року Карельської АРСР), Мурманська області, з 4 квітня 1956 року — Архангельської, Вологодської областей і Комі АРСР.
Управління округу — в Петрозаводську.
18 березня 1960 року розформований, територія передана Уральському і Ленінградському військовим округам.

## Командування
- Командувачі:
  - 1951—1954 — Маршал Радянського Союзу К. П. Мерецков;
  - 1954–1956 — генерал-полковник В. Я. Колпакчи;
  - 1956–1960 — генерал-полковник А. Т. Стученко.